# Coroa de flores

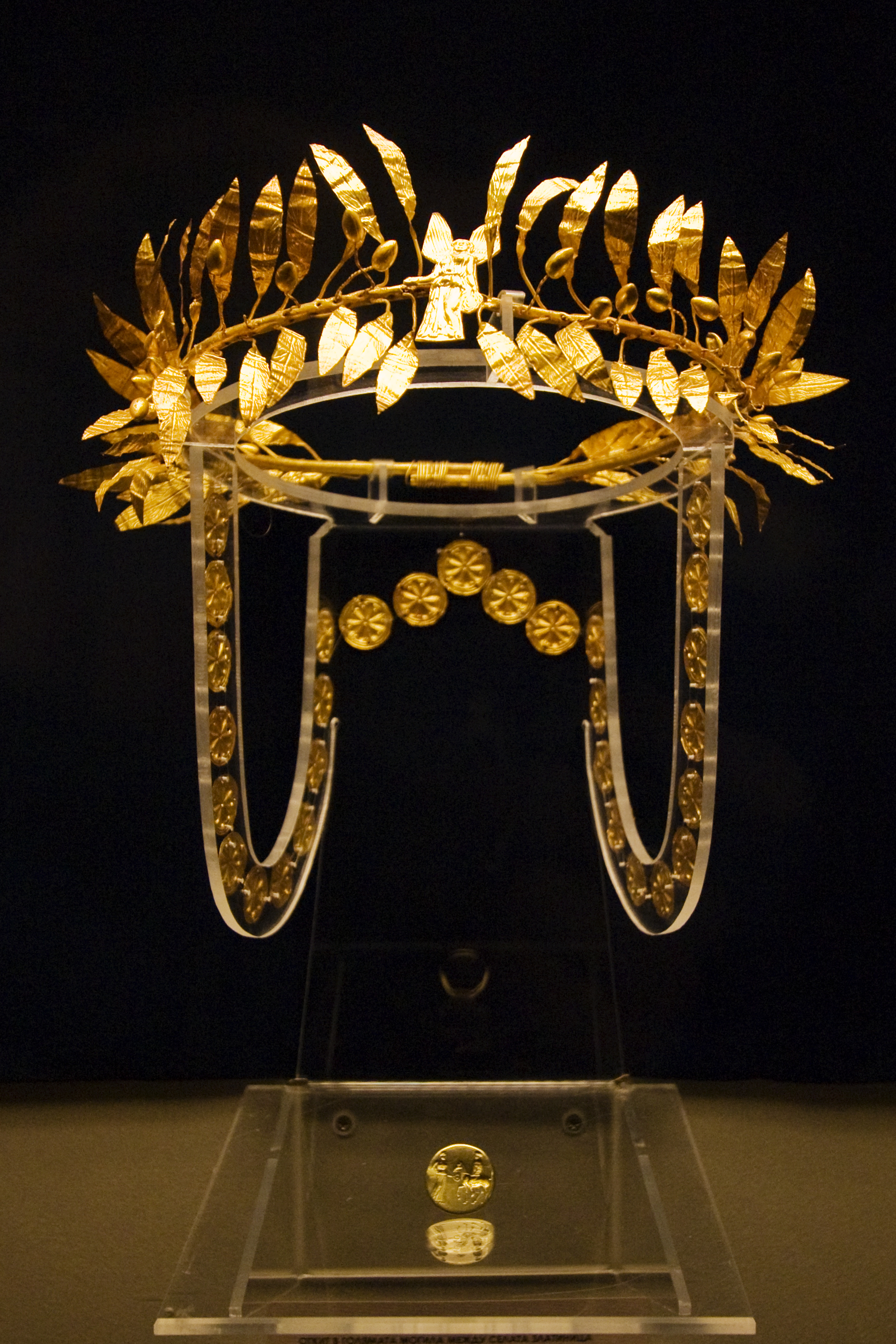
Uma coroa de flores fúnebre de um aristocrata odrísio em Golyamata Mogila, na região de Yambol, Bulgária. Datada do século IV a.C.”.

A coroa de flores é um arranjo floral, tradicionalmente usado em cerimônias, rituais e celebrações, simbolizando respeito, honra e lembrança. Em muitas culturas, a coroa de flores é um símbolo de vida e renovação, sendo utilizada em casamentos, funerais, festivais e outras ocasiões significativas.

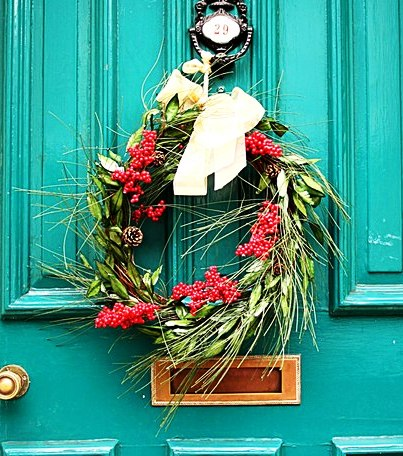
Uma coroa de flores de Natal decorando uma porta na Inglaterra

As coroas de flores podem ser feitas com diversos tipos de flores naturais, como rosas, lírios, margaridas, flores artificiais, além de folhas, frutos, galhos e materiais semelhantes, dependendo do contexto do uso, organizados para se assemelhar a uma coroa. Nos funerais, por exemplo, elas frequentemente representam a memória do falecido e o ciclo contínuo da vida.
Nos países de língua inglesa, as coroas de flores são frequentemente utilizadas como adornos domésticos, especialmente durante o Natal, para celebrar o nascimento de Jesus Cristo. Elas também desempenham um papel importante em diversos eventos cerimoniais ao redor do mundo. As coroas carregam consigo um rico simbolismo e história. Comumente confeccionadas com sempre-vivas, representam força e resistência, mantendo sua beleza mesmo nos invernos mais rigorosos. Além disso, podem ser feitas de louro, sendo então chamadas de coroas de louros, um símbolo de honra e vitória.

## História

### Antigas coroas etruscas

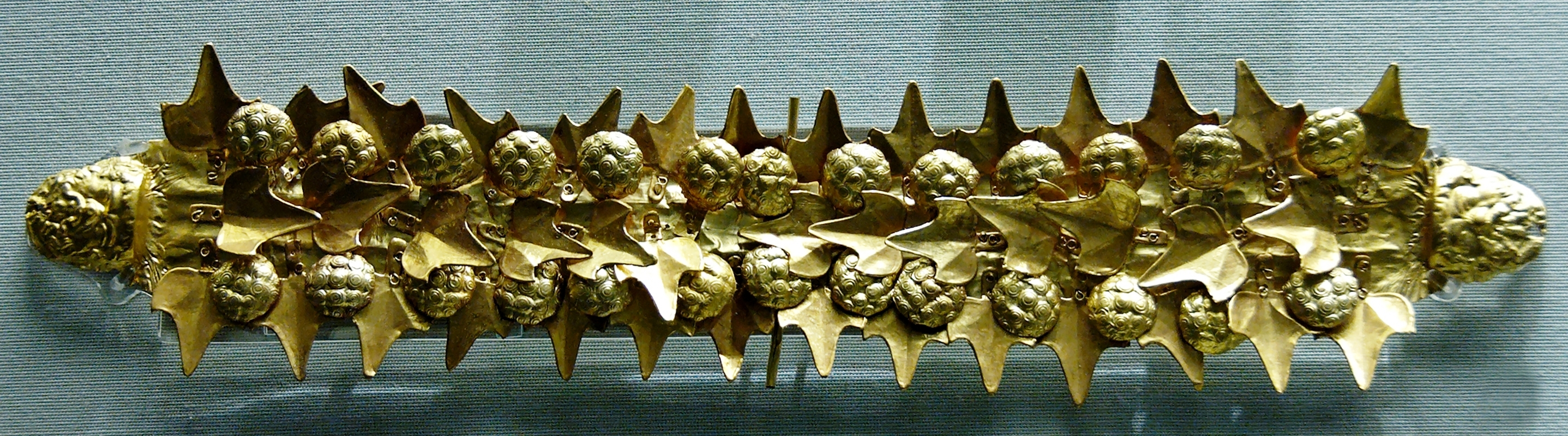
Coroa de flores com folhas e frutos, e cabeças de sátiro. Folha dourada, artefacto etrusco 400–350 a.C., de um túmulo perto de Tarquinia.

Coroas de flores eram um design popular na antiguidade, no sul da Europa. As mais conhecidas são peças da civilização etrusca, feitas de ouro ou outros metais preciosos. Símbolos de mitos gregos frequentemente aparecem nos desenhos, gravados em metal precioso nas extremidades das coroas. Escritores romanos antigos se referiam a elas como ‘sutilis corona etrusca’, que eram coroas com folhas costuradas em um fundo. Essas coroas se assemelham a um diadema, com folhas de metal fino ligadas a uma faixa ornamental. Coroas também aparecem estampadas em medalhões etruscas. As plantas indicadas fazer as grinaldas em joias etruscas incluem hera, carvalho, folhas de oliveira, a murta, louro, trigo e vinhas.
Coroas de flores foram usadas como coroas por governantes etruscas. O simbolismo etrusco continuou a ser usado na Grécia e Roma Antiga. Magistrados romanos também usavam coroas douradas como coroas, como um testemunho simbólico para sua linhagem de volta aos governantes etruscas início de Roma. Magistrados romanos também usou vários outros símbolos proeminentes etruscos, além de uma coroa grinalda dourada: fasces, uma cadeira, um roxo curule toga, e uma barra de marfim.

### Antiga Grécia e Roma

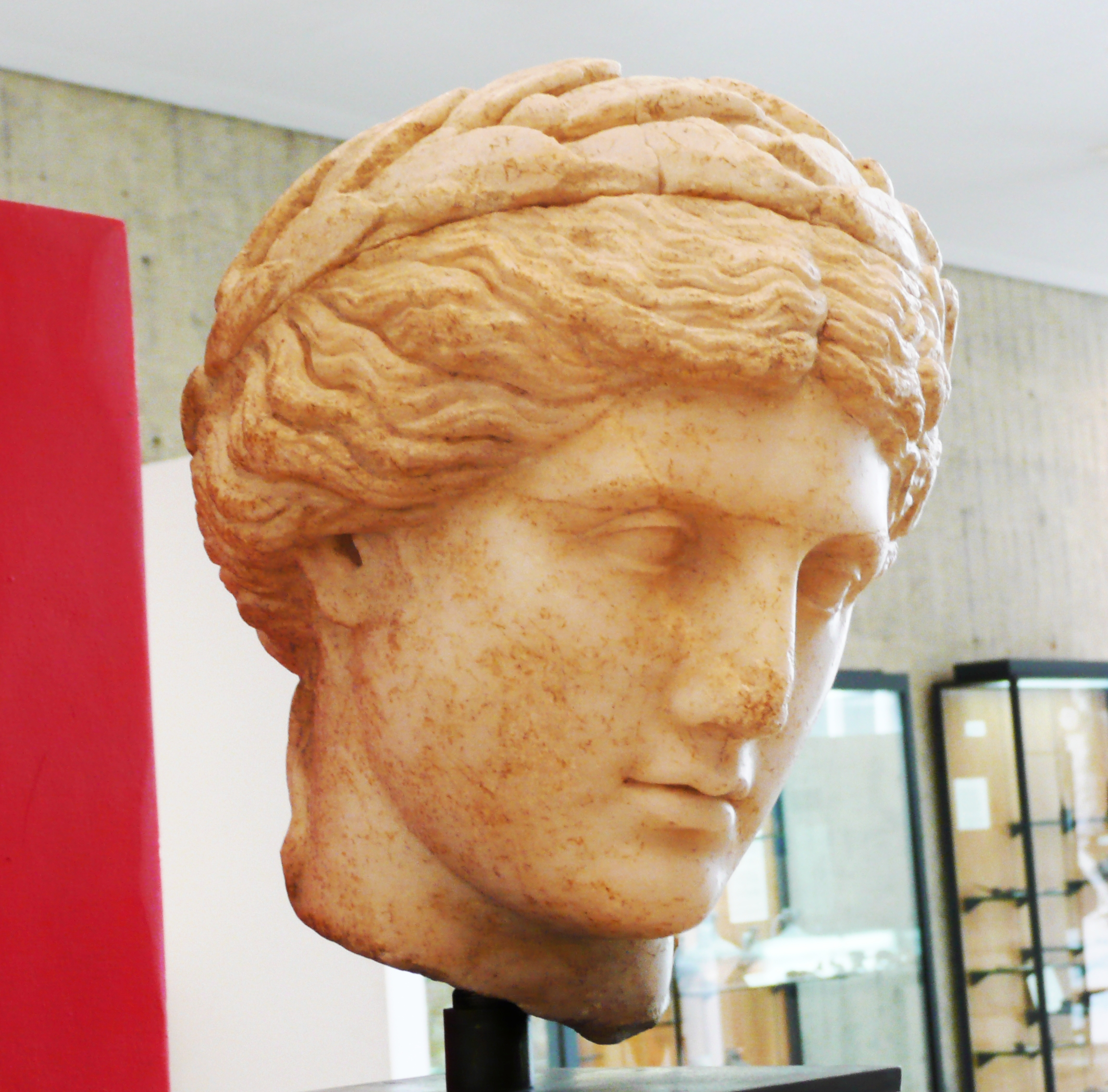
Uma réplica do busto de Apolo usando uma coroa de louros.

No Mundo greco-romano, coroas de flores foram usados como um adorno que pode representar a ocupação de uma pessoa, rank, suas conquistas e status. A coroa que era normalmente utilizada foi a coroa de louros. O uso desse coroa vem do mito grego envolvendo Apolo, filho de Zeus, o Deus da vida e da luz, que caiu no amor com a ninfa Daphne . Quando ele a perseguiu ela fugiu e pediu ao deus rio Peneus para ajudá-la. Peneus transformou-a em um loureiro. A partir desse dia, Apollo usava uma coroa de louros na cabeça. As coroas de louros tornaram-se associadas a Apolo encarnado; vitória, realização e status e mais tarde se tornaria um dos símbolos mais usados para lidar com realização em toda a Grécia e Roma. Coroas de louros foram usados para coroar os atletas vitoriosos nos originais Jogos Olímpicos.
Outros tipos de plantas usadas para fazer coroas grinalda também eram permeadas de simbolismo. Por exemplo, folhas de carvalho simbolizavam a sabedoria e foram associados com Zeus que, segundo a mitologia grega, fez suas decisões enquanto descansa em um bosque de carvalho. As Doze tábuas, que data de 450 a.C, mostram as coroas como uma longa tradição.

## Grinaldas Modernas

### Coroa de Colheita

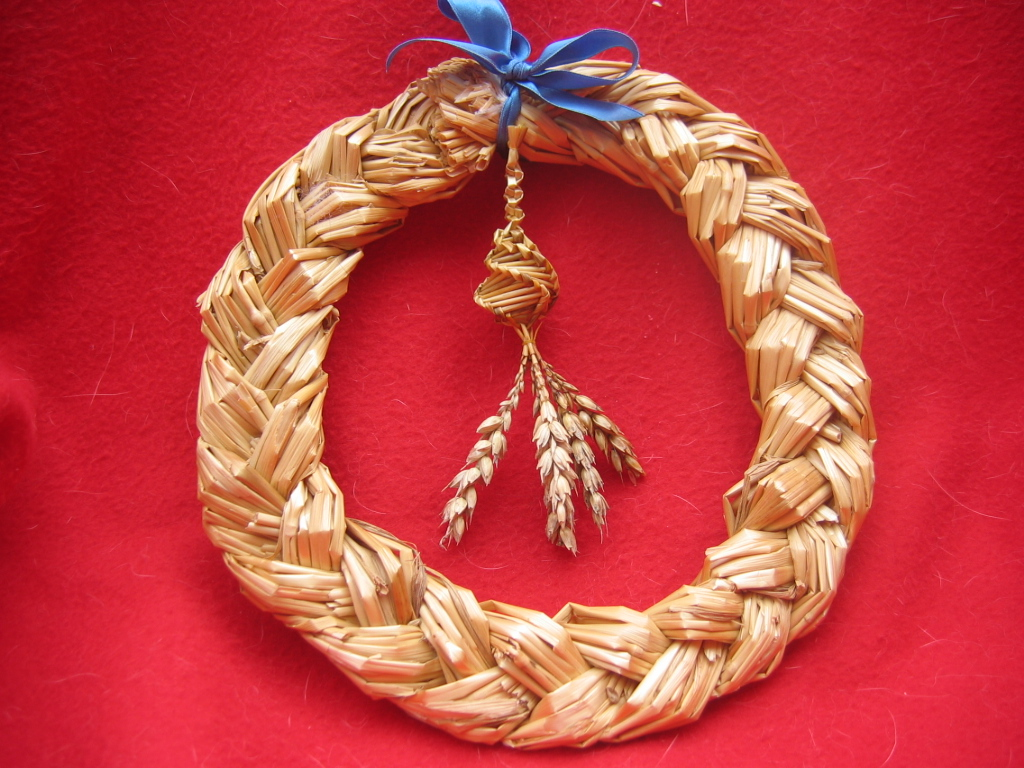
Uma coroa de colheita no estilo escandinavo feita de palha trançada.

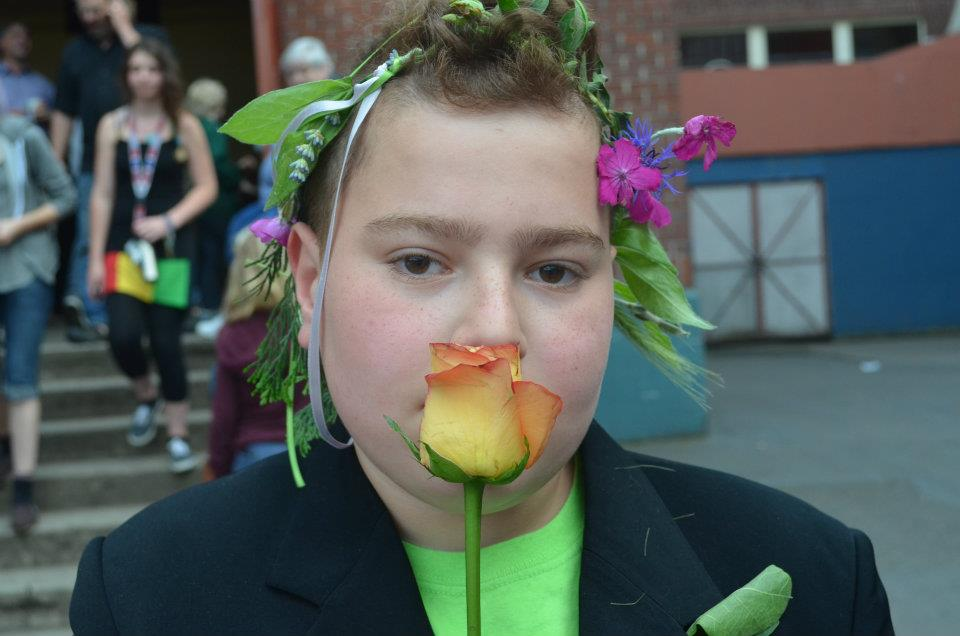
Um estudante do ensino médio usando uma coroa de flores na sua formatura.

Grinaldas de colheita, uma decoração de casa comum hoje em dia, são um costume com raízes antigas na Europa. A criação de grinaldas de colheita na Europa pode ser rastreada até os tempos antigos, e está associada com animistas crenças espirituais. Na Grécia Antiga, a coroa de colheita foi um amuleto sagrado, usando trigo ou outras plantas colhidas, entrelaçados com fios de lã vermelha e branca. A coroa colheita seria pendurado pelo ano todo porta.
Grinaldas de colheita foram um símbolo importante para a comunidade na Grécia Antiga, e não apenas para o agricultor e sua família. As festas dedicadas a Dionysus, o Oschophoria e Anthesteria, incluiu uma procissão ritual chamado de eiresîonê. Um coroa colheita foi realizada a Pyanopsia and Thargelia por rapazes jovens, que iria cantar durante a viagem. O louro ou de oliveira coroa iria ser pendurado na porta, e em seguida, as ofertas foram feitas a Helios e Horas. Esperava-se que esse ritual traria proteção contra quebra de safra e pragas.
Na Polónia, a coroa de colheita (wieniec) é um símbolo central do Festival da Colheita, Dozynki. Coroas de flores são feitas de diferentes formas e tamanhos, o uso de plantas de grãos colhidos, frutas e nozes. A coroa é então levada a uma igreja para a bênção de um padre. A tradição inclui uma procissão para a casa da família da igreja, com uma menina ou moça que conduz a procissão e carregando a coroa de flores. A procissão é seguida com uma celebração e festa. Ucrânia, Hungria, and other Eastern Europe cultures also have similar rituals that began as part of pre-Christian culture.

### Grinalda do Advento
O significado e a representação do uso das coroas assumiu diferentes pontos de vista, a depender da cultura. No cristianismo, coroas de flores são usadas para se preparar para o Advent season ou a "vinda de Cristo"  A primeira associação conhecida com essas datas dia grinaldas agora moderna de volta para os Lutherans na Alemanha no século 16. Em 1839, Johann Hinrich Wichern usou uma grinalda feita a partir de um carrinho de rodas para educar as crianças sobre o significado eo propósito de Natal, bem como ajudá-los a contar a sua abordagem. Para cada domingo do Advento, começando com o quarto domingo antes do Natal, ele iria colocar uma vela branca na grinalda e para todos os dias entre ele iria usar uma vela vermelha. A coroa do Advento é construído de sempre-vivas para representar a vida eterna trouxe através de Jesus ea forma circular da coroa representa Deus, sem começo e sem fim. A coroa do Advento é agora um símbolo popular em preparação para a vinda de Cristo, para marcar o início do ano da Igreja cristã e como decoração durante as festividades de Natal.

### Coroas de funeral ou memorial

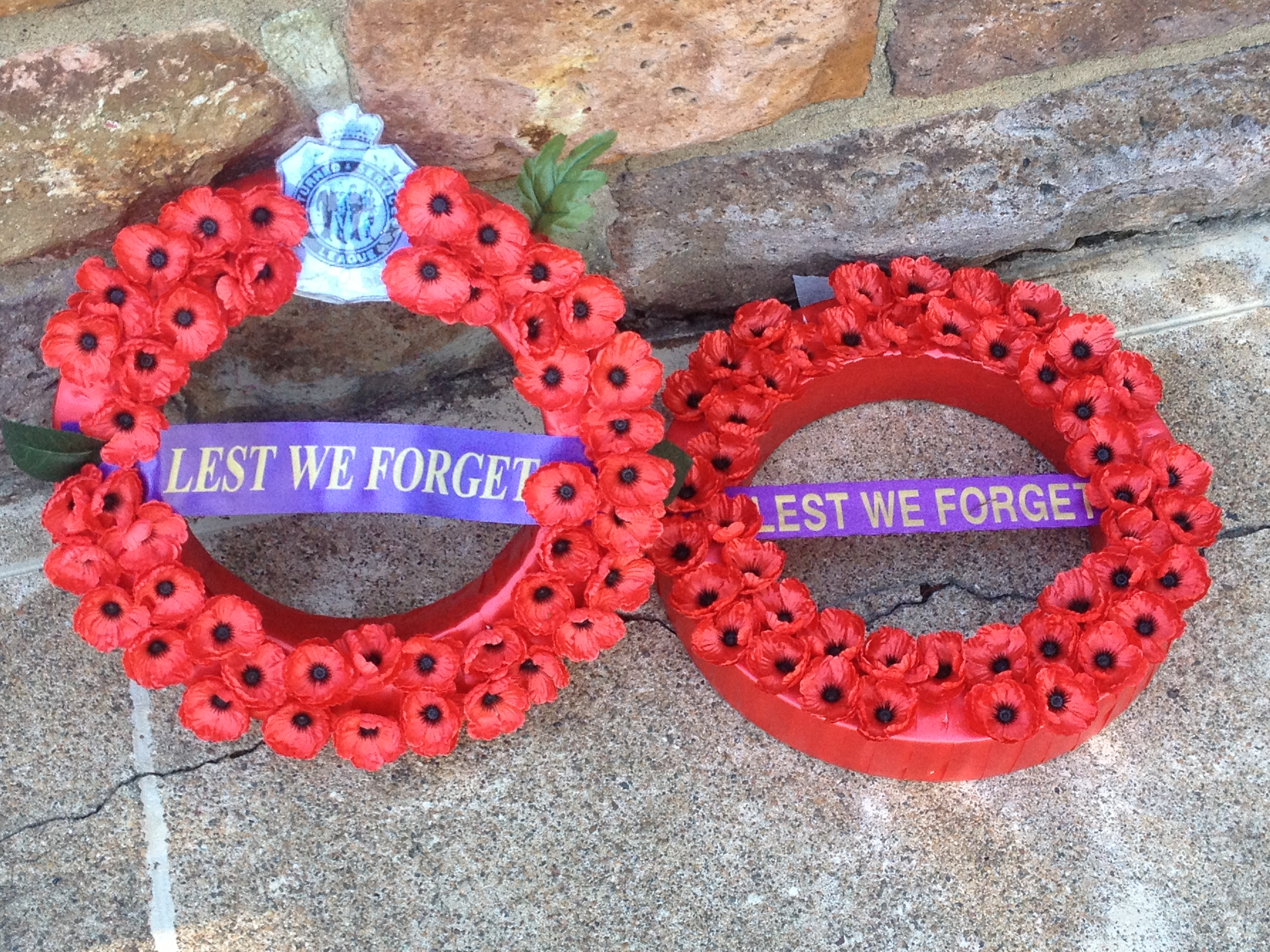
Coroas colocadas em memoriais de guerra na Austrália.

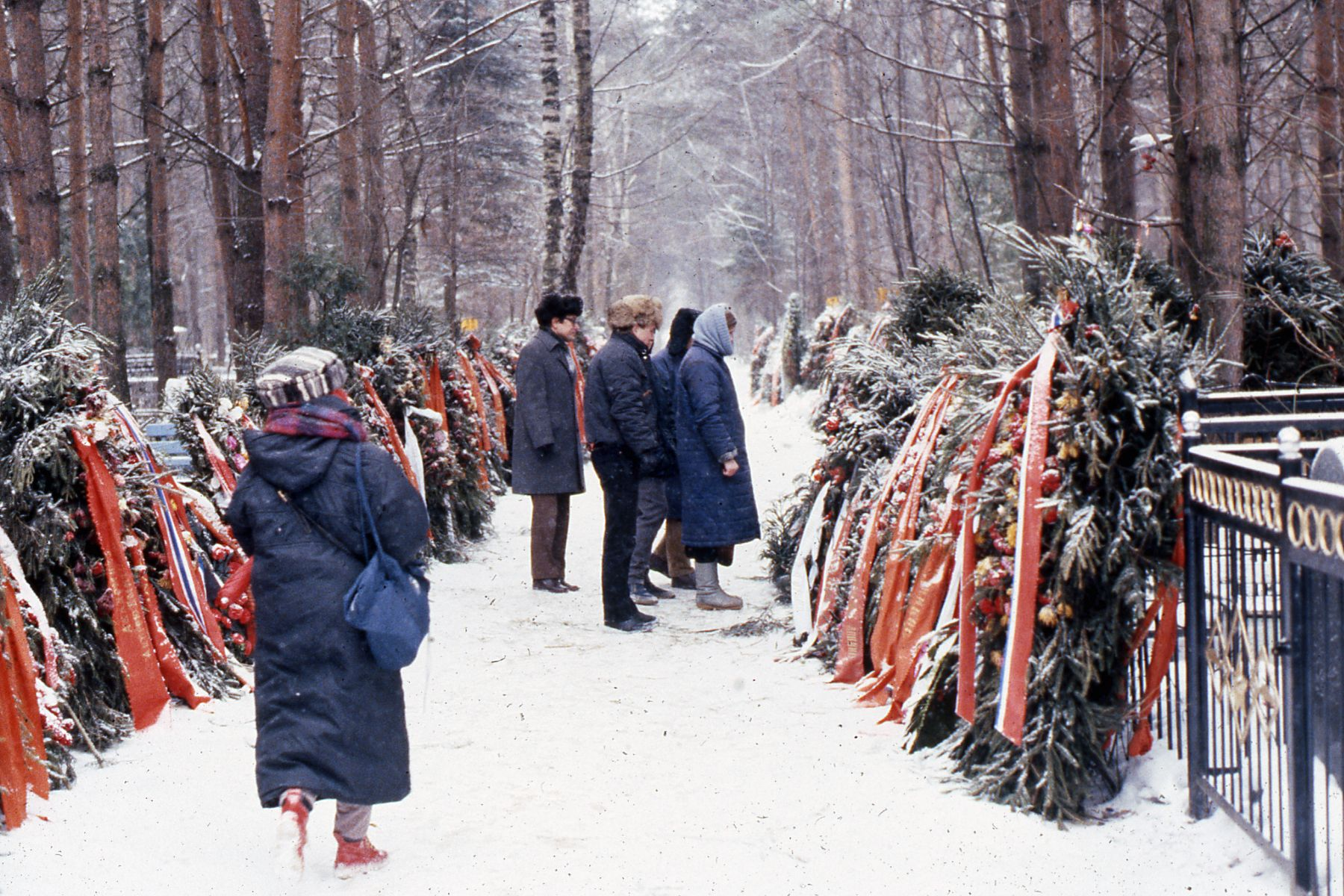
Coroas são montadas em estruturas próximas ao túmulo de Andrei Sakharov, intelectual russo, em Moscou, 1990. Foto por George Garrigues

O simbolismo de coroas de flores tem sido usado em funerais, pelo menos desde o tempo da Grécia Antiga, para representar um círculo de vida eterna. Grinaldas verdes foram colocados no local de sepultamento dos mártires cristãos virgens na Europa, a sempre-viva que representam a vitória do espírito eterno sobre a morte.
Na Inglaterra moderna adiantada, existia um costume coroa de flores para os funerais de "moças". Uma jovem da mesma idade que o que está sendo lamentada levaria o cortejo fúnebre, carregando uma coroa de flores brancas para representar a pureza do falecido, e "que coroa eterno de glória reservada para ela no céu".
Pela era vitoriana, o simbolismo das flores tinha crescido para se tornar uma linguagem elaborada, e o simbolismo das coroas não foi exceção. Flores representava a vida e ressurreição. Flores específicas foram usadas em coroas para representar sentimentos particulares. Cypress e salgueiro foram utilizados para a elaboração de quadros de grinalda, e foram associados com o luto pelos vitorianos.
Coroas de flores são comumente colocadas junto dos túmulos aos soldados e no Memorial cenotaphs durante Memorial Day e Remembrance Day cerimônias. Coroas de flores também podem ser colocados em memória de pessoas perdidas no mar, quer a partir de um acidente ou devido à ação da Marinha. Em uma cerimônia no mar, a coroa é reduzida à água e à deriva.

## Coroas de flores usadas como coroas
Uma coroa de flores pode ser usada como um headdress feito de folhas, flores e ramos. Ele é tipicamente usado em ocasiões festivas e em dias santos. Coroas de flores foram feitos originalmente para uso com pagan rituais na Europa, e foram associados com a mudança das estações e da fertilidade. Cristianismo aceitou o simbolismo da coroa de flores com base em sua associação romana com a honra e a virtude moral. Durante a Idade Média, a arte cristã contou com representações da Virgin Mary e vários santos coroados com coroas de flores, assim como figuras da mitologia grega e romana foram retratado vestindo coroas de flores, assim como Roman e governantes e heróis gregos.

### Coroa Maypole

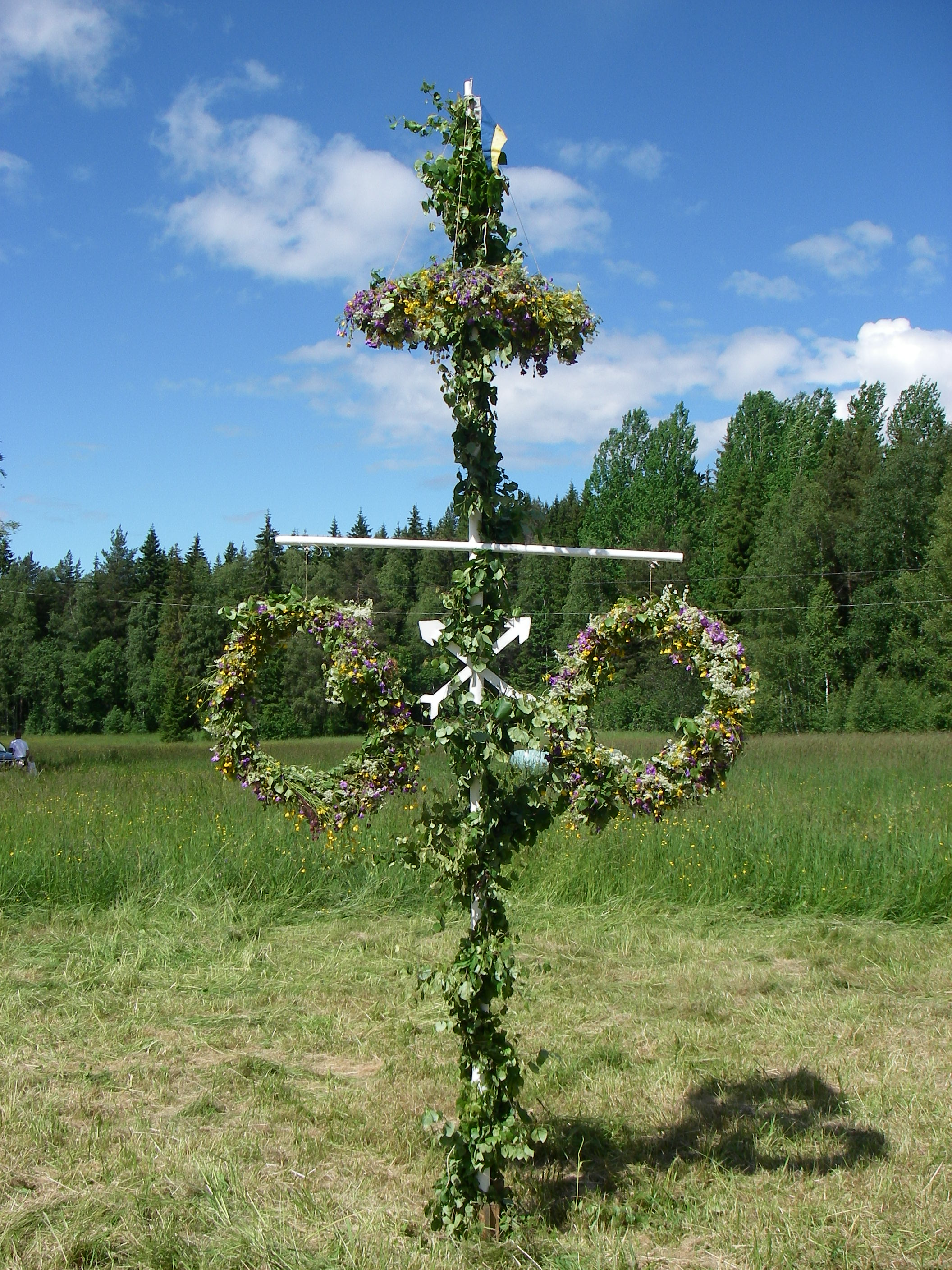
Um Maypole com grinaldas, criado para celebrações de Verão em Östra Insjö, Dalarna, Suécia

A observância do May Day, na Inglaterra inclui Maypole festividades, culminando em uma corrida por jovens homens solteiros para subir até o topo do mastro enfeitado para capturar a coroa de Primeiro de Maio empoleirado no topo do poste. O vencedor deste concurso usaria a coroa como sua coroa, e seria reconhecido como o May Day Rei para o resto do feriado. As plantas tradicionalmente usadas para fazer coroas de flores e guirlandas Midsummer (incluem lírios brancos, verdes birch, fennel, St. John's Wort, wormwood, vervain e linho). As flores usadas para fazer o Midsummer, devem que ser escolhidas no início da manhã, antes de o orvalho ter secado, a crença era de que, uma vez que o orvalho secou, as propriedades mágicas das plantas evaporam com o orvalho.
Midsummer celebrations are still observed in Germany and Scandinavia as well, with Maypoles and wreaths playing a prominent role, similar to England.

### Simbolismo grinalda na Inglaterra
Até o Renascimento período, grinaldas tornaram-se símbolos de alianças políticas e religiosas da Inglaterra. Reformadores protestantes, como os puritanos, viam coroas e as férias (feriado como o Primeiro de Maio) símbolos associados ao paganismo, norte de influências corruptoras ofensivas à moral cristã saudável. Durante o Interregnum após a derrubada de Charles I of England, grinaldas simbolizavam simpatizantes ao monorquismo da época. Em Bath (England), a  coroação de Charles II of England foi marcado com uma procissão de 400 donzelas em branco e verde, carregando "coroas douradas, coroas de flores e guirlandas feitas de louro misturado com tulipas", e liderada pela esposa do prefeito.

### De Santa Luzia Dia da Coroa
Santa Luzia é tradicionalmente representado na arte cristã vestindo uma coroa de flores como uma coroa, e no stand acenderam velas grinalda simbolizando a luz do mundo representado por Cristo. Sweden, em particular, tem uma longa história de observar Saint Lucy's Day (Dia de Santa Lúcia). "Coroas de Santa Lúcia", feitos de uma coroa de bronze segurando velas, fazem parte dos costumes associados com este feriado.